# Línea 261e (Santiago de Chile)
La Línea 261e de Transantiago unía el Metro Los Héroes con el sector sur de San Bernardo, recorriendo toda la Avenida José Joaquín Prieto Vial. 
El 261e era uno de los recorridos principales del sector centro de Santiago, así como también de acceso al Parque O'Higgins y también hacia la comuna de San Bernardo, acercándolos en su paso, también a la Avenida Manuel Rodríguez y a través de la Autopista Central.
Formó parte de la Unidad 2 del Transantiago, operada por Subus Chile, correspondiéndole el color azul a sus buses.

## Flota
El 261e operaba con buses de chasis Volvo, entre los cuales se cuenta el articulado B9-SALF, de 18,5 metros de largo y con capacidad para 160 personas aproximadamente. También figuraba en su flota el bus rígido de chasis Volvo B7R-LE y B290R-LE, de 12 metros con capacidad cercana a las 90 personas. Todos estos buses son carrozados por Caio Induscar y Marcopolo, con los modelos Mondego L (rígido), Mondego LA (articulado) y Gran Viale (rígido).

## Historia
La línea 261e fue concebida como 201ec (expreso corto), una variante del servicio 201e, siendo renumerada en 2013. Esta línea fue una de las principales rutas del plan original de Transantiago, al cruzar la ciudad de punta a punta. Su preponderancia aumentaba al ser la línea que se sobreponía a la mayoría del trazado de la línea 2 del Metro de Santiago, junto con conectar de forma rápida el centro de Santiago con la comuna de San Bernardo.
A partir del 13 de enero de 2018, con motivo del plan operacional del primer semestre, este recorrido fue eliminado producto de la baja demanda que poseía.

## Trazado

### 261e Metro Los Héroes - San Bernardo
| - Comuna de Santiago - Av. Manuel Rodríguez Sur - Autopista Central - Comuna de Pedro Aguirre Cerda y Lo Espejo - Autopista Central - Av. José Joaquín Prieto Vial - Autopista Central - Comuna de San Bernardo - Autopista Central - Av. Presidente Jorge Alessandri Rodríguez - Puerta Sur - Av. Presidente Jorge Alessandri Rodríguez - Av. Colón Sur - Urmeneta - San José - José Besa | - Comuna de San Bernardo - José Besa - San José - San Martín - Av. Colón Norte - Av. Presidente Jorge Alessandri Rodríguez - Autopista Central - Comuna de La Cisterna - Autopista Central - Comuna de San Miguel - Autopista Central - Av. José Joaquín Prieto Oriente - Autopista Central - Comuna de Santiago - Autopista Central - Av. Manuel Rodríguez Sur |

## Puntos de Interés
- Metro Los Héroes
- Parque O'Higgins
- Municipalidad de Pedro Aguirre Cerda
- Cementerio Metropolitano
- Soprole
- Municipalidad de San Bernardo